# 阿根廷長吻鰩
阿根廷長吻鰩（學名：Dipturus argentinensis），為軟骨魚綱鰩目鰩科長吻鰩屬的一種，分布於西南大西洋阿根廷巴塔哥尼亞海域，深度87至142公尺，本魚體盤背面為棕紫色，胸鰭和腹鰭上沒有明顯的單眼或邊緣為深褐色的斑點，除吻端散佈著少量小刺外，體盤的上表面光滑，尾巴相對較長且細，約佔總長度的一半；體盤腹面與上方一樣暗，體長可達93.5公分，棲息在大陸棚海域，為底棲性魚類，肉食性，卵生，生活習性不明。